# بلا ویستا (کالیفرنیا)
بلا ویستا (به انگلیسی: Bella Vista) یک منطقهٔ مسکونی در ایالات متحده آمریکا است که در شهرستان شاستا، کالیفرنیا واقع شده‌است. بلا ویستا ۵۷٫۸۶ کیلومتر مربع مساحت و ۳۵٬۴۷۷ نفر جمعیت دارد و ۱۹۹٫۹۵ متر بالاتر از سطح دریا واقع شده‌است.